# Championnat d'Océanie de rugby à sept
Le championnat d'Océanie de rugby à sept est une compétition annuelle organisée par Oceania Rugby où s'affrontent les équipes nationales océaniennes de rugby à sept.
La compétition permet de se qualifier pour les principales compétitions de rugby à sept, la Coupe du monde et les Jeux olympiques.

## Histoire

### 2008-2013: domination des Samoa

#### 2008
La 1re édition du championnat d’Océanie de rugby à sept se tient à Apia, aux Samoa. 8 équipes participent au tournoi dans deux poules de 4 nations, à l’issue de trois rencontres par équipes, les deux premiers de chaque groupe se retrouvent dans une finale à 4. Les autres équipes s’affrontent dans un tournoi à élimination directe fermé. Après une phase de poule qui voit les Samoa et Niue pour le groupe A ainsi que les Tonga et les Îles Cook pour le groupe B se qualifier, ont lieu les demi-finales. La première demi-finale voit la victoire des Samoa 38 à 0 face aux Îles Cook alors que la seconde voit les Tonga éliminer Niue 27 à 5. En finale, les Samoa s’imposent 52 à 0 et remportent cette première édition.

#### 2009
Le format de cette 2e édition se tenant à Tahiti change car seul 7 nations y prennent part. Ces équipes sont rassemblées dans une grande poule type championnat mais seulement avec les matchs aller. Les 4 meilleurs équipes sont qualifiées pour un dernier carré avec finale et petite finale. Comme l’édition précédente, les Tonga, les Samoa et Niue se qualifie ainsi que l’équipe de Papouasie-Nouvelle-Guinée. Le 1er match des demi-finales est remporté par les Samoa 29 à 0 sur la Papouasie, le second par les Tonga sur le score de 29 à 14. En finale, les Samoa gagnent 31 à 14 et signe leur deuxième victoire en deux éditions sur cette compétition.

#### 2010
Pour la 3e édition, en Australie, le format est à nouveau modifié. En effet, 8 équipes participent au tournoi et sont reparties dans 2 groupes différents, à l’issue de ces phases de poules, toutes les équipes rejoignent un tournoi à élimination directe. On retrouve en demi-finale d’un coté les Samoa et la Papouasie-Nouvelle-Guinée et d’un autre les Tonga et l’Australie. C’est finalement le pays hôte qui remporte cette 3e édition en battant en finale les Samoa 34 à 12 alors que les Tonga remportent la petite finale et montent sur la dernière marche du podium de la compétition.

#### 2011
La 4e édition accueille deux nouvelles nations ainsi qu’un nouveau format. Dorénavant, 10 équipes seront reparties en 2 groupes où seul le dernier ne se qualifie pas pour le prochain tour. Comme en 2008, le tournoi a lieu aux Samoa. En demi-finale, on retrouve les Fidji, le tenant du titre : l’Australie, les Tonga et les Samoa. Les Fidji accèdent à la finale en battant 33 à 5 l'Australie, les Samoa les rejoignent en se débarrassant 33-0 des Tonga. En finale, les Samoa remportent le tournoi pour la 3e année consécutive sur le score de 19 à 11.

#### 2012
Le tournoi de 2012 se déroule en Australie et voit le même format que la 3e édition. Les quatre équipes se retrouvant en demi-finale sont les Îles Cook, les Samoa, les Tonga et l’Australie. Mais c’est bien cette dernière qui remporte le tournoi 12 à 7 face aux Samoa en finale, les Tonga prenant la 3e place. L’Australie remporte donc son deuxième tournoi.

#### 2013
La 6e édition du championnat d’Océanie de rugby à sept a lieu aux Fidji avec le même format que l’année précédente. Les Samoa remportent cette nouvelle édition en battant les Tuvalu en quart de final, les Îles Cook 48 à 0 en demi et les Fidji 31 à 17 en finale. La 3e place revient à l’Australie ayant battu 49 à 5 les Îles Cook lors de la petite finale.
Ces 6 premières éditions voient une large domination des Samoa qui remportent 4 fois le tournoi, l’Australie parvient à gagner deux éditions, à chaque fois en finale face aux Samoa qui ont donc été présent à chaque finale de chaque tournoi.

### 2014-2021: domination fidjienne

#### 2014
La 7e édition a lieu en Australie avec 12 équipes réparties dans 3 groupes de quatre. Les deux premiers sont qualifiés pour le tour suivant et sont rejoint par les deux meilleurs troisièmes. On retrouve en demi-finale les Fidji, les Samoa, l’Australie et la Nouvelle-Zélande. Les Fidji s’imposent 24 à 12 face aux Samoa et vont en finale. Ils sont rejoint par la Nouvelle-Zélande ayant battu l’Australie 19 à 14. En finale, les Fidji remportent le tournoi 21 à 5 et débutent une période de domination qui va durer plus de 7 ans.

#### 2015
L’édition 2015 se déroule en Nouvelle-Zélande avec 8 nations regroupées dans deux groupes mais l’ensemble des équipes est qualifié pour la phase à élimination directe. L’Australie remporte cette édition pour la 3e fois de son histoire en ayant battu 52 à 0 les Samoa américaines en quart de final, 36 à 0 la Papouasie-Nouvelle-Guinée en demi et 50-0 les Tonga lors de la finale. À noter que le tenant du titre n’a pas participé à cette édition.

#### 2016
Cette édition de la Coupe d’Océanie de rugby à sept se tient aux Fidji avec 10 nations réparties en 2 groupes. Les deux premières équipes de chaque poule se qualifie pour une phase à élimination directe. La première demi-finale voit la victoire des Samoa 17 à 12 face à la Papouasie-Nouvelle-Guinée alors que la deuxième voit les Fidji s’imposer 19 à 7 face à l’Australie. En finale, les Fidji battent les Samoa sur le score de 28 - 19. Le match pour la 3e place est remporté par l’Australie.

#### 2017
La 10e édition de ce championnat a à nouveau lieu aux Fidji, cette fois avec 13 équipes réparties dans 3 groupes de trois équipes et un dernier de quatre. Les deux premières équipes de chaque poule se qualifient pour le prochain tour, un tournoi à élimination directe. En demi-finale de cette deuxième phase, l’équipe de Nouvelle-Zélande s’impose face à l’Australie et les Fidji face aux Samoa. La finale est remportée par les Fidji à domicile pour la deuxième fois consécutive, 28 à 0. Quant au match pour la 3e place, il n’a pas lieu à cause de conditions météorologiques trop extrêmes. Les Samoa et l’Australie sont alors déclarés 3e.

#### 2018
Le format de la 11e édition de la compétition est identique à celui de l’édition précédente. On retrouve lors des demi-finales les mêmes matchs que l’année précédente, avec les mêmes issues. C’est-à-dire que la Nouvelle-Zélande bat l’Australie 14 à 8 et les Fidji 36 à 7 les Samoa lors des demi-finales. En finale, les Fidji s’imposent 17 à 12 et signent leur troisième victoire en trois ans. La 3e place est quant à elle acquise par les Samoa 14 à 12 face à l’Australie.

#### 2019
L’édition 2019 aux Fidji a un format tout à fait original, avec 15 nations différentes réparties dans 3 groupes. Le groupe A qualifie ses deux premiers membres pour le tour suivant alors que les groupe B et C ne qualifient seulement que le 1er de la poule. Les quatre qualifiées sont : les Fidji et le Japon pour le groupe A, le Japon, bien que ne faisant pas parti de l’Oceania Rugby, participe à cette édition en tant que membre invité. Les Samoa pour le groupe B et l’Australie pour le groupe C rejoignent dans un dernier carré ces deux premières nations. Les Fidji remportent leur demi-finale 33 à 0 face au Japon alors que l’Australie bat 19 à 12 les Samoa dans la deuxième demi-finale. Après trois ans de domination, les Fidji sont vaincus en finale 22 à 7 et laisse l’Australie célébrer son 4e titre. Le Japon prend la 3e place lors de la petite finale 26 à 21.

#### 2020
L’édition 2020 est annulée en raison de la pandémie de Covid-19.

#### 2021
La 13e édition du championnat d’Océanie se tient en Australie avec seulement 4 équipes, le pays hôte, les Fidji, la Nouvelle-Zélande et les Barbarians d’Océanie, une équipe formée de joueurs de nationalités différentes d’Océanie. Le format de la compétition est une poule avec l’ensemble des équipes s’affrontant dans des matchs aller-retour. Les Fidji remportent cette édition avec 6 victoires en 6 matchs, la Nouvelle-Zélande termine 2e avec 4 victoires,  l’Australie est quant à elle 3e avec une seule victoire en 5 matchs car le dernier match du tournoi entre les Barbarians et l’Australie est annulée.

### 2022-2023: victoires néo-zélandaises

#### 2022
Le tournoi de 2022 a le même format que la saison précédente. La compétition voit la 1re victoire de la Nouvelle-Zélande avec un total de 16 points, l’Australie termine 2e avec 14 points, les Fidji 3e avec 12 points et les Tonga derniers avec aucune victoire en 6 matchs. Le tournoi a eu lieu en Nouvelle-Zélande dans la ville de Pukekohe.

#### 2023
La 15e édition du tournoi a lieu en Australie avec le même format que l’édition de 2019. Le groupe A qualifie les Fidji et la Nouvelle-Zélande, le groupe B les Samoa et le groupe C la Papouasie-Nouvelle-Guinée. En demi-finale, la Nouvelle-Zélande bat les Fidji 24 à 17 et les Samoa s’imposent face à la Papouasie 24 à 0. C’est finalement la Nouvelle-Zélande qui remporte cette édition 24 à 19 en finale face aux Samoa pour la deuxième année consécutive. Les Fidji prennent quant à eux la 3e place du tournoi.

### 2024
L’édition de 2024 a lieu pour la 1re fois aux Îles Salomon avec 15 équipes dans 4 groupes où les deux premiers de chaque poule se qualifient en quart de finale. Lors des demi-finales, les Tuvalu sont éliminés 38 à 0 par les Fidji qui retrouvent la finale, 4 ans après leur dernière victoire, le pays est rejoint par les Samoa qui se sont débarrassés des Tonga 24 à 19. En finale, ce sont bien les Samoa qui s’imposent 17 à 12 et signent leur 5e victoire, rejoignant les Fidji dans le record du plus grand nombre d’éditions remportées.

## Palmarès

### Par édition
| Édition | Hôte                                         | Finale                                       | Finale                                       | Finale                                       | Petite finale                                | Petite finale                                | Petite finale                                |
| Édition | Hôte                                         | Vainqueur                                    | Score                                        | Finaliste                                    | Troisième                                    | Score                                        | Quatrième                                    |
| ------- | -------------------------------------------- | -------------------------------------------- | -------------------------------------------- | -------------------------------------------- | -------------------------------------------- | -------------------------------------------- | -------------------------------------------- |
| 2008    | Apia, Samoa                                  | Samoa                                        | 52 – 0                                       | Tonga                                        | Îles Cook                                    | 33 - 15                                      | Niue                                         |
| 2009    | Papeete, Tahiti                              | Samoa                                        | 31 – 14                                      | Tonga                                        | Papouasie-Nouvelle-Guinée                    | 24 - 12                                      | Niue                                         |
| 2010    | Darwin, Australie                            | Australie                                    | 34 – 12                                      | Samoa                                        | Tonga                                        | 12 - 7                                       | Papouasie-Nouvelle-Guinée                    |
| 2011    | Apia, Samoa                                  | Samoa                                        | 19 – 11                                      | Fidji                                        | Tonga                                        | 28 - 12                                      | Australie                                    |
| 2012    | Sydney, Australie                            | Australie                                    | 12 – 7                                       | Samoa                                        | Tonga                                        | 19 - 17                                      | Îles Cook                                    |
| 2013    | Suva, Fidji                                  | Samoa                                        | 31 - 17                                      | Fidji                                        | Australie                                    | 49 - 5                                       | Îles Cook                                    |
| 2014    | Noosaville, Australie                        | Fidji                                        | 21 - 5                                       | Nouvelle-Zélande                             | Samoa                                        | 33 - 7                                       | Australie                                    |
| 2015    | Auckland, Nouvelle-Zélande                   | Australie                                    | 50 - 0                                       | Tonga                                        | Samoa                                        | 54 - 0                                       | Papouasie-Nouvelle-Guinée                    |
| 2016    | Suva, Fidji                                  | Fidji                                        | 28 - 19                                      | Samoa                                        | Australie                                    | 25 - 0                                       | Papouasie-Nouvelle-Guinée                    |
| 2017    | Suva, Fidji                                  | Fidji                                        | 26 - 0                                       | Nouvelle-Zélande                             | Samoa Australie                              | Samoa Australie                              | Samoa Australie                              |
| 2018    | Suva, Fidji                                  | Fidji                                        | 17 - 12                                      | Nouvelle-Zélande                             | Samoa                                        | 14 - 12                                      | Australie                                    |
| 2019    | Suva, Fidji                                  | Australie                                    | 22 - 7                                       | Fidji                                        | Japon                                        | 26 - 21                                      | Samoa                                        |
| 2020    | annulée en raison de la pandémie de Covid-19 | annulée en raison de la pandémie de Covid-19 | annulée en raison de la pandémie de Covid-19 | annulée en raison de la pandémie de Covid-19 | annulée en raison de la pandémie de Covid-19 | annulée en raison de la pandémie de Covid-19 | annulée en raison de la pandémie de Covid-19 |
| 2021    | Townsville, Australie                        | Fidji                                        |                                              | Nouvelle-Zélande                             | Australie                                    |                                              | Barbarians d’Océanie                         |
| 2022    | Pukekohe, Nouvelle-Zélande                   | Nouvelle-Zélande                             |                                              | Australie                                    | Fidji                                        |                                              | Tonga                                        |
| 2023    | Brisbane, Australie                          | Nouvelle-Zélande                             | 24 - 19                                      | Samoa                                        | Fidji                                        | 36 - 7                                       | Papouasie-Nouvelle-Guinée                    |
| 2024    | Honiara, Îles Salomon                        | Samoa                                        | 17 - 12                                      | Fidji                                        | Tonga                                        | 24 - 19                                      | Tuvalu                                       |

### Par équipe
| Équipe                    | Victoires | 2e | 3e | 4e | 5e | 6e | 7e | 8e | 9e | Podiums | Apparitions |
| ------------------------- | --------- | -- | -- | -- | -- | -- | -- | -- | -- | ------- | ----------- |
| Fidji                     | 5         | 4  | 2  | -  | -  | -  | -  | -  | -  | 11      | 11          |
| Samoa                     | 5         | 4  | 4  | 1  | -  | -  | -  | -  | -  | 13      | 14          |
| Australie                 | 4         | 1  | 4  | 3  | 1  | -  | 1  | -  | -  | 9       | 14          |
| Nouvelle-Zélande          | 2         | 4  | -  | -  | -  | -  | 1  | -  | -  | 6       | 7           |
| Tonga                     | -         | 3  | 4  | 1  | 4  | 1  | 1  | -  | -  | 7       | 14          |
| Papouasie-Nouvelle-Guinée | -         | -  | 1  | 4  | 4  | 2  | 2  | -  | -  | 1       | 13          |
| Îles Cook                 | -         | -  | 1  | 2  | 4  | 4  | 1  | 1  | -  | 1       | 14          |
| Japon                     | -         | -  | 1  | -  | -  | -  | 1  | -  | -  | 1       | 2           |
| Niue                      | -         | -  | -  | 2  | -  | 1  | -  | 1  | -  | 0       | 8           |
| Tuvalu                    | -         | -  | -  | 1  | -  | -  | -  | 1  | -  | 0       | 6           |
| Barbarians d’Océanie      | -         | -  | -  | 1  | -  | -  | -  | -  | 1  | 0       | 2           |
| Samoa américaines         | -         | -  | -  | -  | 1  | 2  | 3  | 1  | 1  | 0       | 10          |
| Îles Salomon              | -         | -  | -  | -  | -  | 3  | 2  | -  | 4  | 0       | 10          |